# Giunia Seconda
Giunia Seconda (in latino Iunia Secunda; Roma, ... – ...; fl. I secolo a.C.) è stata una nobildonna romana, figlia di Decimo Giunio Silano, console del 62 a.C., e di Servilia, nonché sorellastra del cesaricida Marco Giunio Bruto e moglie del triumviro Lepido.

## Biografia
Giunia Seconda era figlia di Decimo Giunio Silano, console nel 62 a.C., e di sua moglie Servilia. Aveva un fratellastro materno maggiore, Marco Giunio Bruto, due sorelle, Giunia Prima e Giunia Terzia, e un fratello, Marco Giunio Silano. 
A un certo punto, sposò Marco Emilio Lepido, a cui diede tre figli: Lepido minore, Quinto Emilio Lepido ed Emilia Lepida. Lepido, a differenza della maggior parte degli uomini romani, si sposò un'unica volta e fu devoto a Seconda tutta la vita. Nel frattempo, Terzia aveva sposato Gaio Cassio Longino. Nel 44 a.C., Bruto e Cassio furono i fautori di una congiura che portò alla morte di Cesare e allo scoppiò di una guerra civile che gli vide sconfitti nella Battaglia di Filippi del 42 a.C. Lepido, marito di Terzia, si schierò con Ottaviano, erede di Cesare, contro i cognati, e fu ricompensato con la partecipazione al governo del secondo triumvirato. Cicerone lodò in pubblico Seconda per essere per Lepido una moglie esemplare, ma in una lettera privata sostenne invece che gli era infedele, avendo una relazione con il libertino Publio Vedio (forse Publio Vedio Pollione), e si dice sconcertato che il padre, i fratelli e il marito di Terzia tollerassero la sua condotta. Tuttavia, è possibile che la Giunia in relazione con Vedio fosse Giunia Prima, piuttosto che Giunia Seconda. 
Dopo la battaglia di Azio del 31 a.C. Lepido fu escluso dal potere, con Ottaviano che divenne l'unico sovrano di Roma, e Seconda perse gran parte del suo status. Perciò sostenne suo figlio maggiore in un complotto contro Ottaviano, ma furono scoperti da Mecenate. Lepido minore fu convocato davanti a Ottaviano, in Oriente, e giustiziato, mentre sua madre fu esentata dalla convocazione grazie all'intervento di suo marito, che supplicò il suo vecchio rivale Lucio Senio Balbino di concederle una cauzione per restare a Roma fino al rientro di Ottaviano. In seguito, Seconda fu graziata, ma costretta al ritiro s vita privata fino alla morte.